# Internetová studia
Internetová studia jsou interdisciplinární oblast zkoumající sociální, psychologické, pedagogické, politické, technické, kulturní, umělecké a jiné dimenze internetu a příbuzných informačních a komunikačních technologií. Internetová studia se staly součástí několika institucí zahraničního vyššího vzdělávání, a to například Oxfordské univerzity, Harvardovy univerzity, London School of Economics, Hebrejské univerzity v Jeruzalémě a dalších.
Obory spjaté s internetovými studii lze nalézt pod názvy Internet and Society (tj. internet a společnost), virtual society (tj. virtuální společnost), digital culture (tj. digitální kultura), new media (tj. nová média) nebo convergent media, různými iSchools, nebo programy jako je Media in Transition na MIT.
Výzkum v rámci internetových studií se protíná se studii kyberkultury, human-computer interaction a science and technology studies. Internetovým studiím se věnuje několik akademických periodik, které se zabývají především výzkumem komunikace. Příkladem mohou být Bad Subjects, Convergence: The Journal of Research into New media Technologies, Ctheory, Cyber Psychology + Behaviour, Computers in Human Behavior, First Monday, Information, Communication, and Society, The Information Society, Journal of Computer-Mediated Communication, M/C, New Media & Society, tripleC: Journal for a Global Sustainable Information Society, Fibreculture Journal a TeknoKultura.
Výzkumy dotýkající se internetových studií se ale objevují i v jiných akademických disciplínách.

## Témata internetových studií
Příklady disciplín, kterým je možné se věnovat v rámci internetových studií:
Komunikace zprostředkovaná počítačem: role e-mailu, sociální média, MMORG (Massively multiplayer online music/rhythm games), online chaty, blogy and textové zprávy v komunikaci.
- Digitální právo: soukromí, cenzura na internetu, duševní vlastnictví a správa digitálních práv.
- Digital Labour a Gig Economy (tj. volně přeloženo zakázková ekonomika).
- Internetová architektura: zahrnující základy programování a architekturu internetu, jako například TCP/IP, HTML, CSS, CGI, CFML, DOM, JS, PHP, XML.
- Internetová kultura: výskyt internetového slangu, kyberkultury and digitálního audia.
- Internetová bezpečnost: struktura a šíření virů, malware, softwarové zneužití, metody ochrany zahrnující antiviry, programy a firewally.
- Online komunity: internetová fóra, blogy a MMORG.
- Open source software: zaměřuje se na schopnost uživatelů spolupracovat na úpravě, vývoji a vylepšování částí softwaru, který je volně a zdarma dostupný veřejnosti.
- Sociologie internetu: sociální dopady internetu, nové sociální sítě, online komunity, identita a sociální interakce na internetu.
- Science and Technology Studies: proč máme digitální technologie, které máme, a jak je společnost vyvíjí.

## Osobnosti
Klíčovými pracemi, které tvoří teoretický základ internetových studií, jsou studie Information Society a Network Society od Manuela Castellse, Marka Postera, Franka Webstera a dalších, dále socio-psychologické práce Sherry Turtlové a Roberta Krauta. Sociálním sítím se věnují Barry Wellman a Caroline Haythornwaite, informační vědě Ronald E. Rice. Soukromí a dohled jsou tématy prací Davida Lyona či Philipa Agreho, o právu a politice píše Lawrence Lessig, Andrew Chadwick nebo Jonathan Zittrain. Inovace ve svých textech řeší Robin Williams, Robin Mansell či Steve Woolgar.

## Historie
Dle kanadsko-amerického sociologa Barryho Wellmana lze počátky internetových studií nalézt s vydáním knihy The Network Nation.
V této době se internetem zabývali pouze počítačoví vědci, kteří prezentovali své práce na různých konferencích typu CSCW. K těmto lidem se pak postupné přidávali výzkumníci z obchodu a knihovních a informačních studií.
Na konci 90. let se začalo více pozornosti dostávat samotným uživatelům, zkoumalo se, jakým způsobem využívají nové technologie. Během této doby se rovněž rozšířila možnost internetového připojení, což k internetu přitáhlo pozornost vědců z sociálních a humanitních disciplín. Některá z těchto šetření (jako například Pew Internet & American Life project anebo World Internet Project) zformovala směr výzkumů internetu. Tyto studie se zaměřily více na uživatele, nikoli na samotné technologie. Ve Velké Británii vznikl projekt ESRC Programme on Information and Communications Technologies, fungující od roku 1986 do roku 1996. Ten se zaobíral interakcí mezi společností a informačními a komunikačními technologiemi. K tomu si jeho autoři přizvali skupinu akademiků působicích na předních britských univerzitách. Ti pocházeli z oblasti médií a komunikace, společnosti, práva, inovace nebo průmyslu.
V roce 1996 se akademický a obchodní zájem o internet vyjadřoval ale i jinak. Georgetown University začala nabízet magisterský program a David Silver z University of Maryland vytvořil na webu Resource Center for Cyberculture Studies.
Middlebury College otevřela Politics of Virtual Realities, jeden z prvních vysokoškolských kurzů zaměřených na zkoumání politických, právních a normativních dopadů internetu na liberální demokracii.
Noviny The Chronicle of Higher Education v roce 2001 uvedly, že internetová studia se ukazují být fungující disciplínou, což ukazuje i příklad prvního studijního programu v této oblasti nabízený Brandeis University, a rovněž poznamenaly, že “možná nejvíc vypovídajícím znakem dynamičnosti této oblasti" je popularita každoroční konference pořádané tehdy vzniknuvší Association of Internet Researchers.
Současné směry výzkumu se soustředí na roli využívání technologií v různých sociálních kontextech a hledání porozumění toho, jak jsou technologie spjaty se sociálními a institucionálními změnami.